# 辛亥革命 (电视剧)
《辛亥革命》（Xin Hai Ge Ming）是中華人民共和國纪念辛亥革命百年（1911-2011）的一部大型历史电视连续剧。本剧有众多明星加盟演出，2011年9月27日在央视一套黄金时段首播。

## 简介
本剧以孙中山从事革命的经历为主线，全景展现了中国同盟会成立、武昌起义、清朝灭亡、中华民国建立、袁世凯称帝、二次革命、护国战争等一系列重大历史事件，赞扬了一代民主志士和广大群众追求民族解放、国家富强的革命精神，批判了清政府及反动势力对外卖国求荣、对内残酷统治的腐朽本质。

## 出品
《辛亥革命》是中共中央宣传部列为的纪念辛亥革命100周年重点献礼作品之一，由天津市委宣传部、天津电视台负责制作，2008年开始策划，2009年上半年组织创作完成。2010年10月24日在人民大会堂举行新闻发布会，次日在天津正式开机，2011年3月15日杀青，导演李伟表示本剧将尽可能还原历史，剧中两百多个角色均有据可查。

## 演员
- 马少骅　饰　孙　文
- 姚居德　饰　黄　兴
- 张秋歌　饰　袁世凯
- 文　清　饰　宋庆龄
- 张页石　饰　宋教仁
- 王思懿　饰　陈粹芬
- 萧　蔷　饰　秋　瑾
- 铂　岑　饰　胡汉民
- 关丹俐　饰　卢慕贞
- 于荣光　饰　蔡　锷
- 于小慧　饰　倪桂珍
- 刘伯英　饰　宋嘉树
- 尼格木图　饰　徐世昌
- 翟万臣　饰　黎元洪
- 石　凉　饰　张振武
- 马光泽　饰　汪精卫
- 马赫遥　饰　陈璧君
- 王　楠　饰　蔡元培
- 王雅迪　饰　陈其美
- 杨俊勇　饰　袁克定
- 万毅夫　饰　袁克文
- 马晓伟　饰　章太炎
- 张世会　饰　谭人凤
- 鲁　林　饰　朱执信
- 赵　凯　饰　刘揆一
- 李晓枫　饰　陈天华
- 林毅杰　饰　喻培伦
- 王　喆　饰　冯国璋
- 王　伟　饰　段褀瑞
- 王凯阳　饰　鲁　迅
- 赵立新　饰　杨　度
- 李宏伟　饰　赵秉钧
- 鹿　昊　饰　黄　侃
- 张　波　饰　汤寿潜
- 孙　格　饰　小凤仙
- 刘　岳　饰　黎仲实
- 罗忆楠　饰　方君瑛
- 高　宇　饰　廖仲恺
- 张睿涵　饰　张继
- 纪　帅　饰　马湘
- 白　瑶　饰　尹维峻
- 王卓娅　饰　尹锐志
- 杨　帆　饰　孙武
- 孙磊岩　饰　居正
- 范雨林　饰　徐锡麟
- 郝晓东　饰　苏曼殊
- 李巍巍　饰　宋霭龄
- 于　千　饰　吴兆麟
- 国文学　饰　熊希龄
- 叶　进　饰　胡道南
- 贾媛媛　饰　何殷震
- 张　粟　饰　刘师培
- 何泓姗　饰　袁世凯六姨太叶氏
- 马文波　饰　铁忠
- 郑天庸　饰　奕　劻
- 陈　周　饰　倪嗣冲
- 王茂蕾　饰　载　沣
- 周　卿　饰　隆裕太后
- 樊晓洋　饰　梁启超
- 董　照　饰　张之洞
- 张春林　饰　铁　良
- 王国京　饰　恩　铭
- 米冈宽纯　饰　宫崎寅藏